# Сайгак, Владимир Михайлович
Владимир Михайлович Сайгак (31 октября 1938, Дмитровка, Днепропетровская область — 12 августа 1996, Самара) — советский учёный и конструктор в области разработки ракетно-космической техники, кандидат технических наук (1987), профессор. Лауреат Государственной премии СССР (1971) и Государственной премии Российской Федерации (1993). Герой Социалистического Труда (1985).

## Биография
Родился 31 октября 1938 года в селе Дмитровка Петропавловского района Днепропетровской области Украинской ССР в украинской крестьянской семье.
В 1955 году получил среднее образование, окончив Дмитровскую среднюю школу. С 1955 по 1960 год проходил обучение на физико-техническом факультете Днепропетровского государственного университета. 
С 1960 года начал работать конструктором конструкторского отдела Куйбышевского государственного авиационного завода № 1. С 1966 года работал на Центральном специализированном конструкторском бюро в должностях: с 1966 по 1974 год — конструктора, инженер-конструктора, старшего инженер-конструктора, заместителя ведущего конструктора и ведущего конструктора. С 1974 по 1985 год — главный конструктор по направлению и заместитель главного конструктора по координации и управлению Центрального специализированного конструкторского бюро. 
С 1985 по 1996 год, в течение одиннадцати лет, В. М. Сайгак был заместителем руководителя и генерального конструктора по координации и управлению Ракетно-космического центра «Прогресс». Под руководством и при непосредственном участии В. М. Сайгака проходила организация производственной кооперации по производству, испытанию и эксплуатации космической техники, были созданы ракеты-носители и космические аппараты «Союз», «Союз-У» и «Молния-1+», разведывательный космический аппарат «Зенит» и  «Янтарь», серия космических аппаратов фотонаблюдения Ресурс-Ф, космические аппараты применяющиеся для технологических и научных исследований типа «Фотон». В составе конструкторской группы Д. И. Козлова, В. М. Сайгак был участником создания улучшенного образца двухступенчатой межконтинентальной баллистической ракеты Р-7.
В 1971 году Постановлением ЦК КПСС и Совета Министров СССР «за создание новых видов космической техники» Владимир Михайлович Сайгак был удостоен Государственной премии СССР.
15 января 1976 года Указом Президиума Верховного Совета СССР «за выдающиеся достижения в создании новой техники» Владимир Михайлович Сайгак был награждён Орденом Трудового Красного Знамени.
1 октября 1985 года «закрытым» Указом Президиума Верховного Совета СССР «за выдающиеся заслуги в создании образцов ракетной техники и организации производственной деятельности» Владимир Михайлович Сайгак был удостоен звания Героя Социалистического Труда с вручением Ордена Ленина и золотой медали «Серп и Молот».
Помимо основной деятельности занимался и педагогической работой: был преподавателем кафедры Конструкция и проектирование летательных аппаратов Самарского государственного аэрокосмического университета. В. М. Сайгак был действительным членом Российской академии космонавтики имени К. Э. Циолковского и член-корреспондентом Международной академии информатизации. 
Скончался 13 августа 1996 года в Самаре.

## Награды
- Медаль «Серп и Молот» (01.10.1985)
- Орден Ленина (01.10.1985)
- Орден Трудового Красного Знамени (15.01.1976)

### Премии
- Государственная премия Российской Федерации (1993)
- Государственная премия СССР (1971)
- Премия Совета министров СССР в области науки и техники (1981)